# International Organization
International Organization (Internationale Organisatie) is een prominent peer-reviewed wetenschappelijk tijdschrift dat het hele terrein van internationale betrekkingen omvat. Onderwerpen zijn onder meer: buitenlands beleid, internationale betrekkingen, internationale en vergelijkende politieke economie, veiligheidsstudies, milieudisputen en -resoluties, Europese integratie, allianties en oorlog, onderhandeling en conflictoplossing, economische ontwikkeling en internationale kapitaalbewegingen.
International Organization wordt uitgegeven door de Cambridge University Press voor de International Organization Foundation.